# Unlimits
Unlimits (アンリミッツ) est un groupe de rock japonais créé en 2002 à Tokyo.
Leur dernier album en date est sorti le 16 avril 2014 chez Jun Gray Records (sous label de PIZZA OF DEATH RECORDS). 

## Membres du groupe
清水葉子 Shimizu Yôko - Chanteuse Guitariste
大月義隆  Ootsuki Yoshitaka - Guitariste
- Joint le groupe en août 2006.

郡島陽子 Gunjima Yôko - Batteuse Chanteuse
石島直和 Ishijima Naokazu - Bassiste
- Joint le groupe en août 2006. À l'origine il était un membre de soutien.

### Anciens membres
寺島武志 Terashima Takeshi - Guitariste
- Joint le groupe en janvier 2003 . Retrait en juillet 2005.

伊藤玲 Itô Rei - Bassiste
- Retrait en mai 2006.

## Histoire

### En 2002
- Formation du groupe en avril.

### En 2003
- Terashima Takeshi s'est joint au groupe en janvier.

### En 2005
- Terashima Takeshi se retire du groupe en juillet, la composition du groupe est de 3 personnes pendant un moment.
- 7 décembre Indie sorti du premier mini album "Nanairo no Kioku".

### En 2006
- En mai Itô Rei quitte le groupe.
- En août Ishijima Naokazu et Ootsuki Yoshitaka rejoignent le groupe (Composition actuelle)

### En 2010
- Le 4 août ils sortent leur premier mini album intitulé "Aoi" chez Sony Records.

### En 2011
- 7 septembre premier ending du groupe intitulé "Haruka Kanata " pour l'animé "Bleach"

### En 2012
- 16 mai second ending du groupe intitulé "Cascade" pour l'animé "Naruto"
- Le 29 août ils sortent leur troisième album intitulé "NeON"

### En 2014
- Le 16 avril UNLIMITS sort son quatrième album : "Amethyst" chez Jun Gray Records

## Vidéographie
| Réalisateur                 | Titre                                                                                     |
| UGICHIN                     | "Cascade" "Lily" "Akane uta" "Kodoku e no signal"                                         |
| Fukatsu Masakazu (深津昌和) | "Haruka kanata" "Hello" "Aoi"                                                             |
| Hotta Yūji (堀田祐二)       | "Nanairo no kioku"                                                                        |
| Inconnue                    | "Tsuki akari silece" "Clover" "Shinkirou" "Sayonara butterfly" "Furanjia" "Meisou spiral" |